# Cardiophorus rotundicollis
Cardiophorus rotundicollis is een keversoort uit de familie kniptorren (Elateridae). De wetenschappelijke naam van de soort is voor het eerst geldig gepubliceerd in 1845 door I. Frivaldszky.